# Дахадаевка
Дахадаевка — село в Кумторкалинском районе Дагестана. Входит в Коркмаскалинский сельсовет.

## Географическое положение
Расположен в 10 км к северо-востоку от станции Шамхал Северо-Кавказской железной дороги. Полуанклав района — с трех сторон окружен территорией Кировского района города Махачкала. Хутор попал на территорию предполагаемого к образованию нового Новолакского района.

## История
Хутор образовано в 1901 русскими переселенцами из центральных регионов России. Переселенцам на переселенческом участке «Озень № 6» было выделено 814 десятин земли под заселение и обработку. Посёлок получил название «Преображенское». В 1928 году село было переименовано в Ахундовку в честь М. Ахундова — наркома земледелия ДАССР. В 1938 году в Дахадаевку в честь Махача Дахадаева. 

## Население
| 1939 | 1970 | 1989 | 2002 | 2010 | 2021 |
| ---- | ---- | ---- | ---- | ---- | ---- |
| 173  | ↗485 | ↘126 | ↗169 | ↗284 | ↗320 |

Национальный состав
По данным Всесоюзной переписи населения 1926 года:
| № | Национальность | Численность, чел. | Доля  |
| - | -------------- | ----------------- | ----- |
| 1 | кумыки         | 166               | 100 % |

По данным Всероссийской переписи населения 2010 года:
| № | Национальность | Численность, чел. | Доля |
| - | -------------- | ----------------- | ---- |
| 1 | кумыки         | 223               | 79 % |
| 2 | даргинцы       | 41                | 14 % |
| 3 | аварцы         | 13                | 5 %  |
| 4 | другие         | 7                 | 2 %  |

национальный состав
По данным Всероссийской переписи населения 2021 года:	
| №        | Национальность | Численность, чел. | Доля    |
| -------- | -------------- | ----------------- | ------- |
| 1        | кумыки         | 281               | 87,81 % |
| 1.000001 | не указавшие   | 10                | 3,12 %  |
| 1.000002 | прочие         | 29                | 9,06 %  |
| 1.000003 | всего          | 320               | 100 %   |